# 2805 Kalle
A 2805 Kalle (ideiglenes jelöléssel 1941 UM) a Naprendszer kisbolygóövében található aszteroida. Liisi Oterma fedezte fel 1941. október 15-én.